# Oodera monstrum
Oodera monstrum är en stekelart som beskrevs av Nikol'skaya 1952. Oodera monstrum ingår i släktet Oodera och familjen puppglanssteklar. Inga underarter finns listade i Catalogue of Life.